# Національно-культурна автономія
Національно-культурна автономія — форма самоорганізації етнічних груп для збереження та розвитку їх самобутньої культури і забезпечення відповідних прав. На відміну від національно-територіальної автономії національно-культурна автономія встановлюється не на певній території компактного проживання етнічної групи, а як екстериторіальна форма, пов'язана з дисперсним розселенням етнічного масиву. Національно-культурна автономія реалізується через такі організаційні форми, як етнокультурні товариства, центри, земляцтва, громади, ради та об'єднання.

## Вступ
Австро-марксистська концепція національно-культурної автономії виникла як відповідь на проблеми збереження єдності цієї багатонаціональної держави. Викладена в Брюннській програмі Австрійської соціал-демократії у 1899 р., вона мала на меті відвернути національності від вимог територіальної державності шляхом надання кожному громадянинові подвійної політичної ідентичності — державної в територіальній сфері та національної — в культурній.

## В світі
У Бельгії національно-культурна автономія здійснюється через особливі співтовариства (фламандські, валлонські, німецькі), які є суб'єктами місцевої федерації. У Фінляндії, де проживає частина шведів, утворено Шведську народну асамблею (75 членів), у Норвегії — Саамський парламент (25 членів). Ради різних національних меншин існують при уряді Австрії, Угорщини. В деяких країнах запроваджено фіксовані норми представництва малих розрізнених етнічних груп у парламенті. Відтак національно-культурна автономія може включати, крім питань культури, реалізацію владних функцій: участь представників меншин у діяльності центральних органів держави. У демократичних поліетнічних державах національно-культурна автономія набуває легітимності та законодавчого закріплення. Так, у Російській Федерації у 1996 році прийнято закон «Про національно-культурну автономію».

## В Україні
Питання реалізації національно-культурної автономії в Україні регулюються Конституцією, Законом Про національні меншини в Україні за 1992 рік. У статті 6 цього Закону закріплено положення про те, що держава гарантує всім національним меншинам права на національно-культурну автономію: користування і навчання рідною мовою чи вивчення рідної мови в державних навчальних закладах або через національно-культурні товариства, розвиток національних культур, традицій, використання національної символіки, відзначення національних свят, сповідування своєї релігії, задоволення потреб у літературі, мистецтві, ЗМІ, створення національних культурних і навчальних закладів та будь-яку ін. діяльність, що не суперечить чинному законодавству. Пам'ятки історії та культури національних меншин на території України охороняються законом. В Україні діє понад 450 громад, об'єднань етнокультурного характеру.